# Maison Gaspar-Thibaut
La Maison Gaspar-Thibaut est un édifice de style néo-Renaissance mâtiné d'éléments Art nouveau situé à Charleroi. Il a été conçu par l'architecte Oscar Van de Voorde.

## Histoire
Le bâtiment, édifié vers 1900 pour l'ingénieur des mines Louis Thibaut (directeur des charbonnages de Courcelles-Nord), est conçu par l’architecte gantois Oscar Van de Voorde (1871-1938) contemporain d'Horta, également réputé en tant qu' « ensemblier-décorateur ».
Le bâtiment fait aujourd'hui partie de l’athénée de Gosselies.
Le bâtiment a été classé le 17 janvier 2014.

## Description

### Extérieur
L’architecture extérieure s'inscrit dans le courant éclectique d'inspiration néo-Renaissance, et intègre des éléments Art nouveau, comme les châssis de la véranda ou la grille d'entrée en fer forgé (donnant accès à la rue). Mais c'est surtout l'équipement intérieur — dont un rarissime exemple de porte « éventail » s'ouvrant diagonalement — qui fait de la maison Gaspar un témoin exceptionnel.

### Intérieur

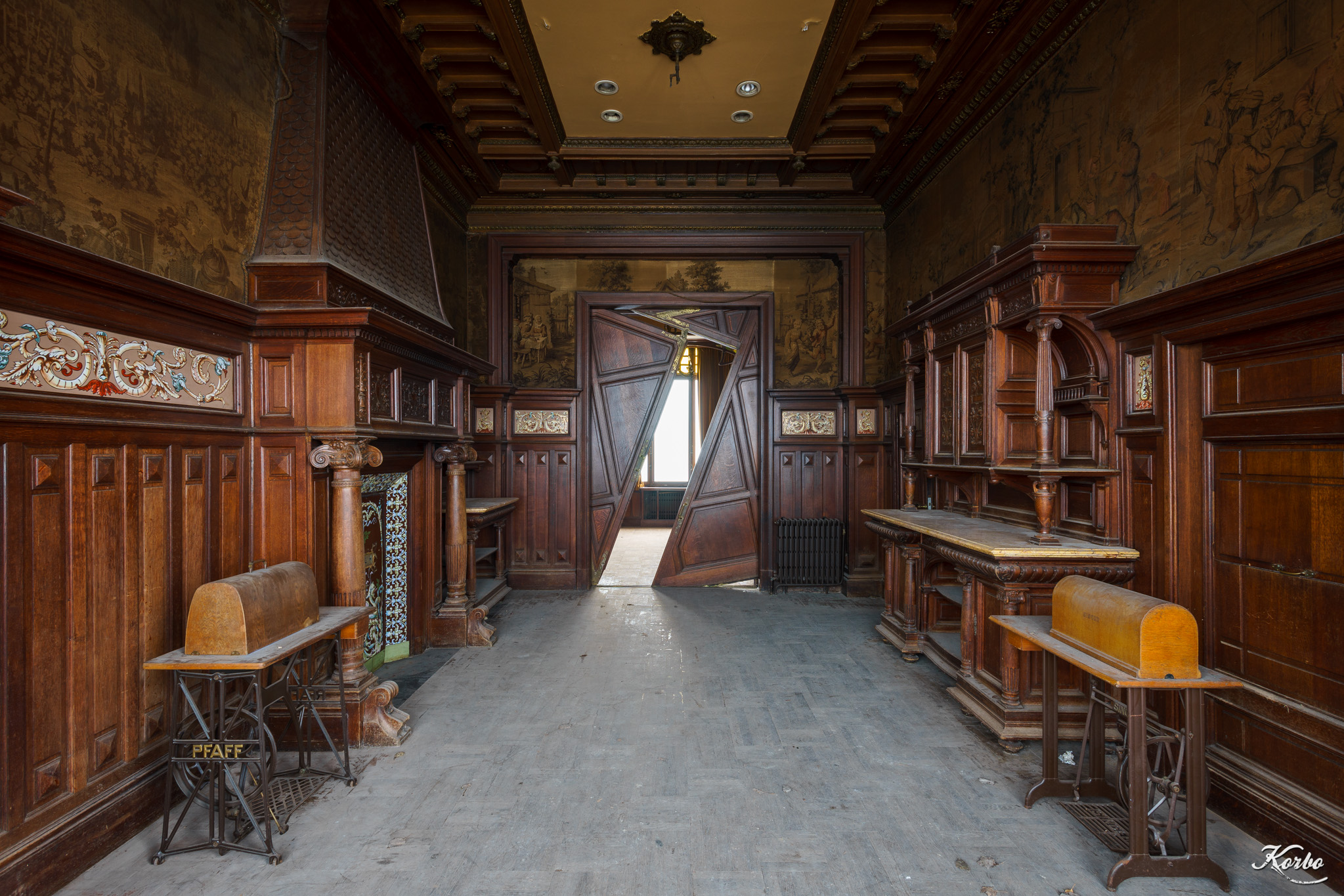
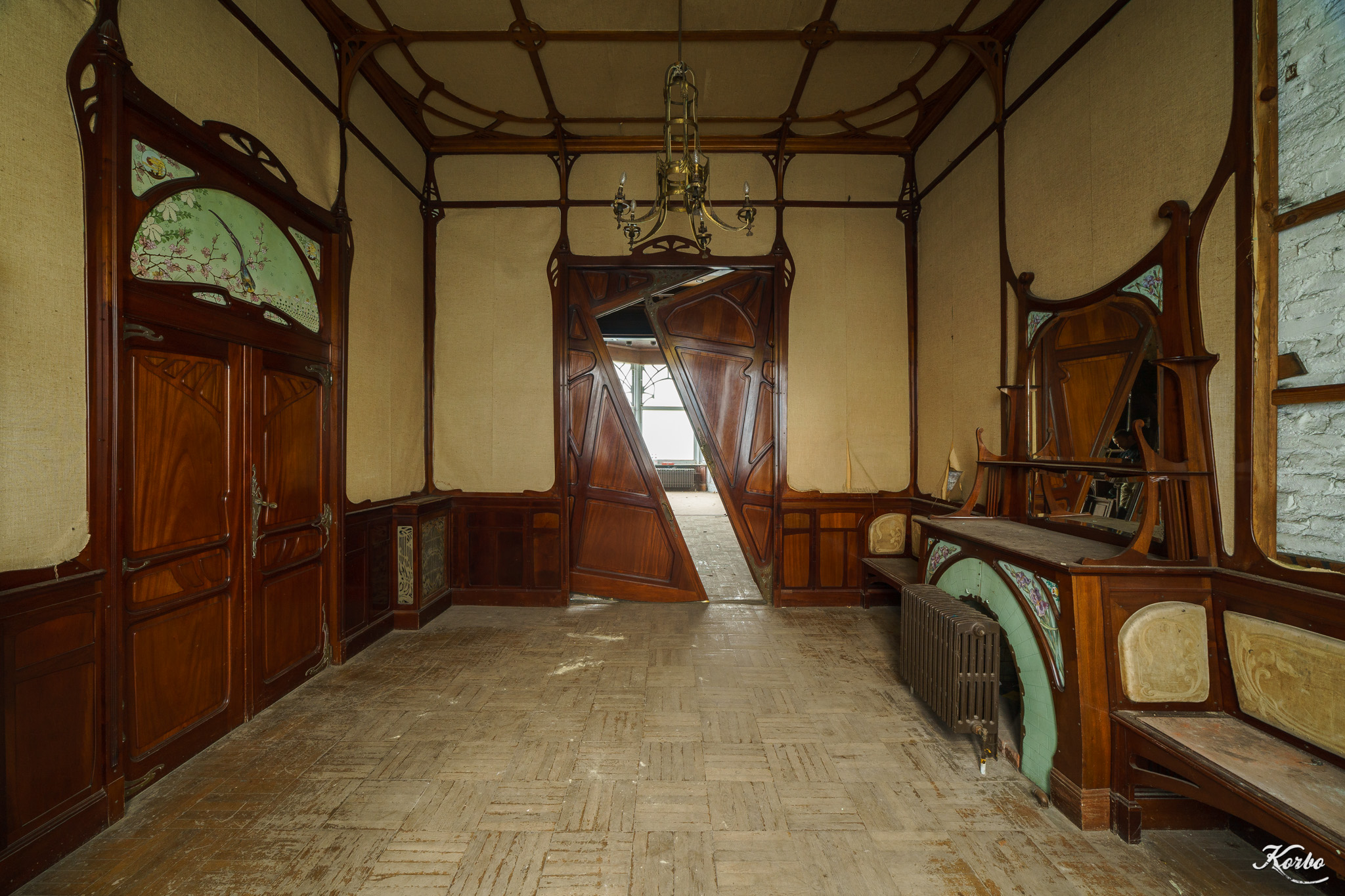
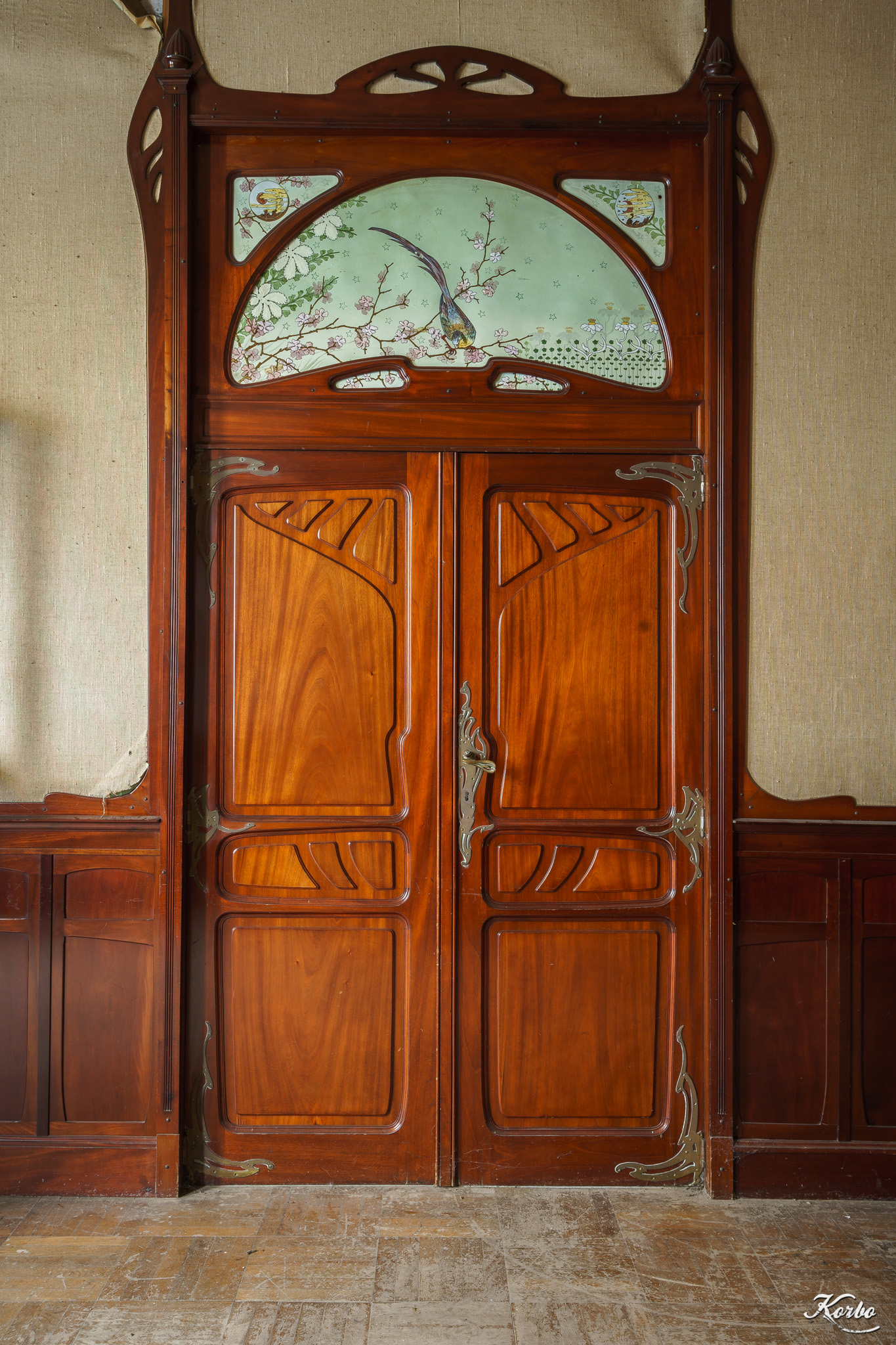
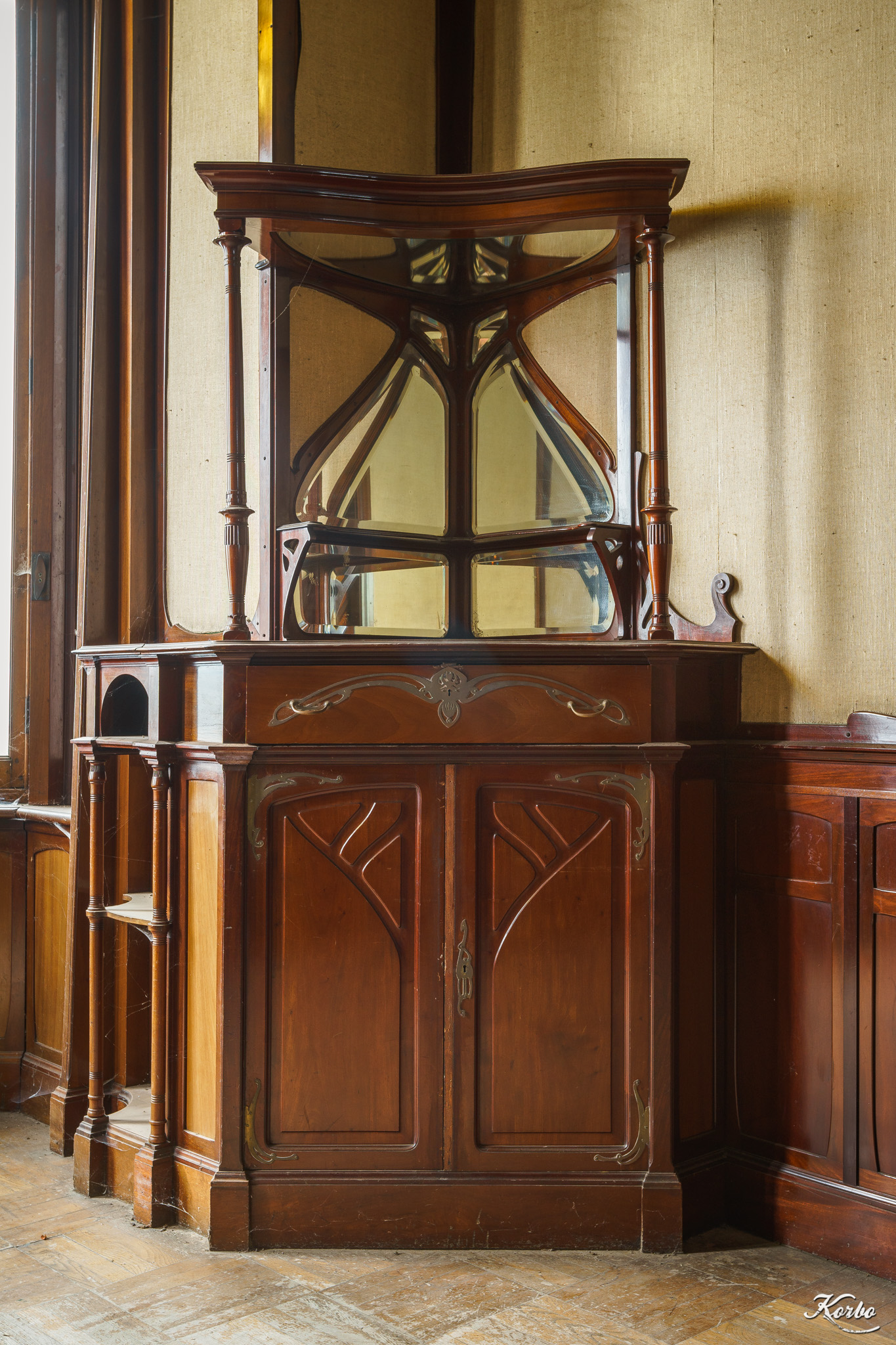
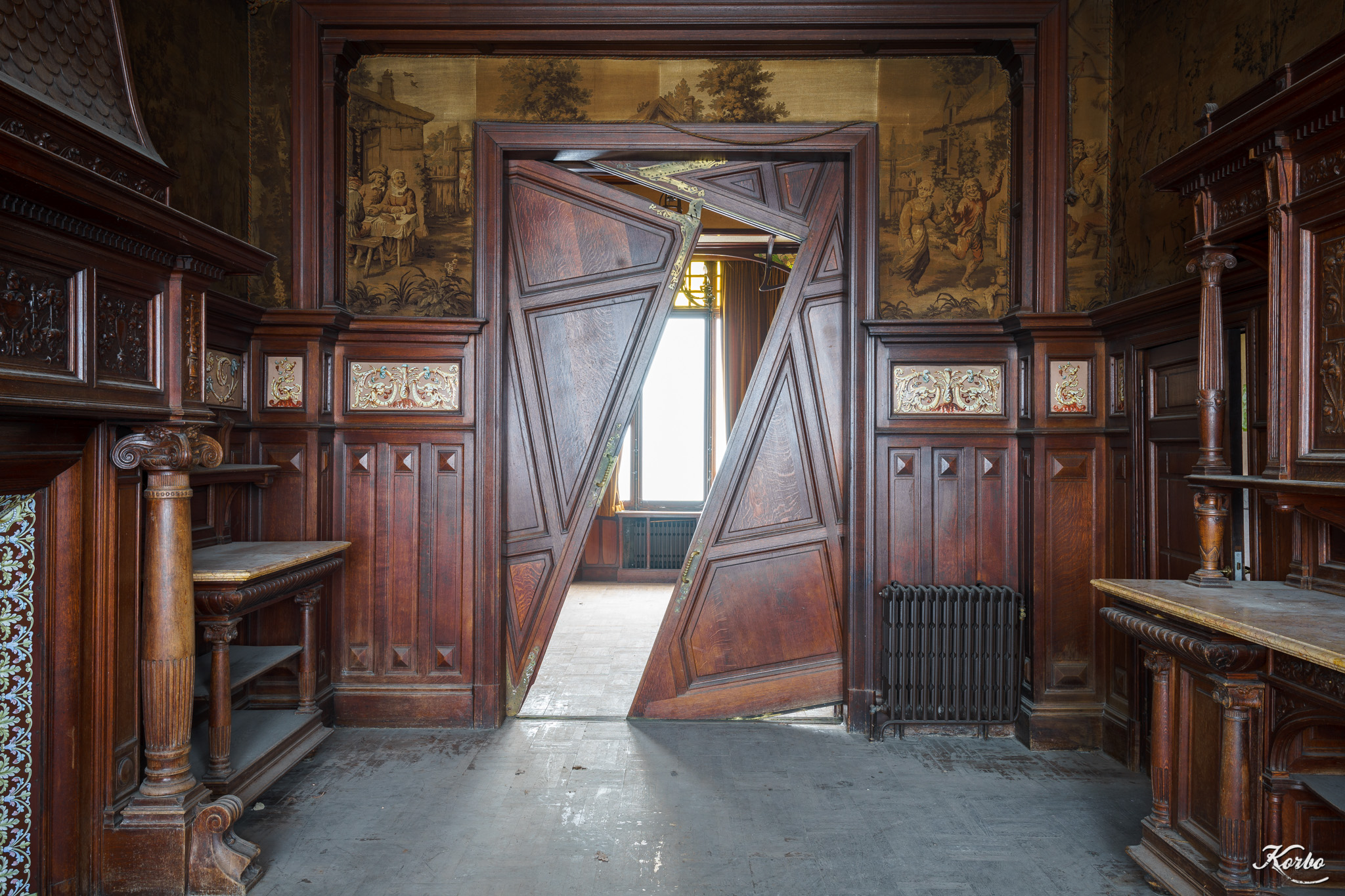
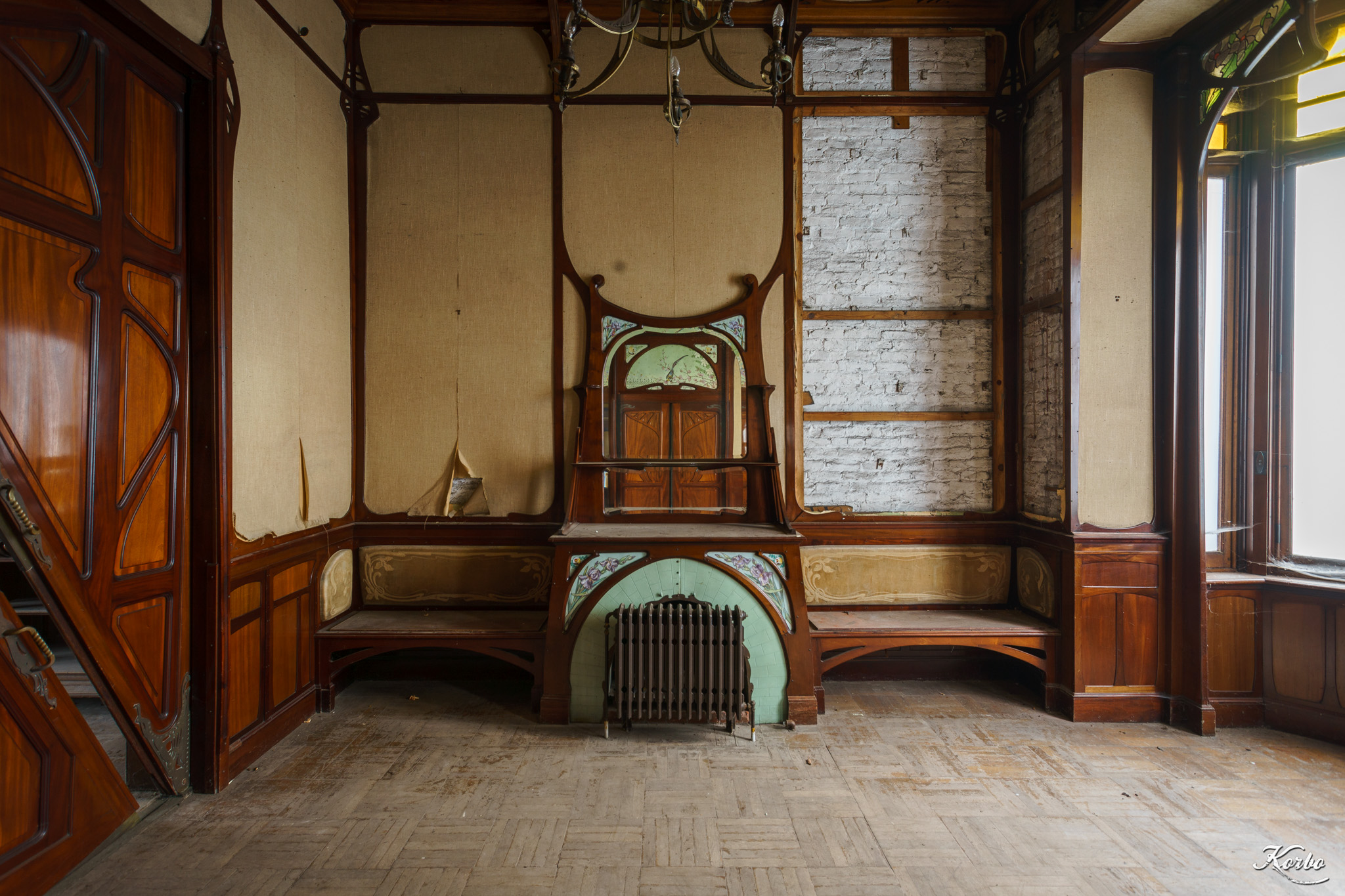